# 高淑英
高淑英（1979年10月28日—），山东青岛人，中国女子撑杆跳高运动员。她曾获得2002年亚洲运动会和2006年亚洲运动会女子撑杆跳高金牌。她也曾参加2000年夏季奥运会、2004年夏季奥运会和2008年夏季奥运会。